# لا فاش
لا فاش (بالفرنسية: La Vache)‏ هو كهف يقع في المدى الشمالي، على الساحل الشمالي لترينيداد وتوباغو.